# يعقوب بطريرك الإسكندرية

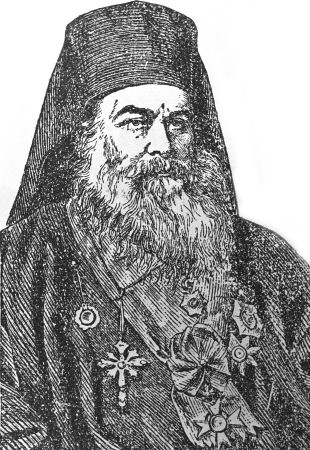

يعقوب (باليونانية: Ιάκωβος)‏ بطريرك الإسكندرية للروم الأرثوذكس من 1861 الي 1865. 